# 薩利哈
49°37′12″N 30°26′43″E / 49.62000°N 30.44528°E
薩利哈（烏克蘭語：Салиха）是位於烏克蘭北部的村莊，由基辅州白采爾克瓦區的塔拉夏市鎮負責管轄。該村始建於1732年，面積3.98平方公里，海拔高度203米，2001年人口890，人口密度每平方公里223.6人。